# Ratpenat d'orelles d'embut de les Bahames
El ratpenat d'orelles d'embut de les Bahames (Chilonatalus tumidifrons) és una espècie de ratpenat endèmica de les Bahames.